# 山吹御前
山吹御前（やまぶきごぜん）は、平安時代末期の女性。源義仲の便女 といわれている。

## 経歴
『平家物語』によると、巴御前と共に信濃国から京へと付き添ってきたが、義仲の敗北の際には病で動けなかったため同行できなかったとされ、名が出るのみで直接的には登場しない。また名が記されているのは軍記物語の『平家物語』のみであり、当時の一次史料や鎌倉幕府編纂書の『吾妻鏡』にはその存在は確認されない。『平家物語』でも語り本系のみに登場し、読み本系の「延慶本」や『源平盛衰記』には登場しない。
なお『源平盛衰記』において巴とともに言及される女武者は「葵」という女性で、義仲討死の段において「木曾殿には、葵、巴とて二人の女将軍あり、葵は去年の春礪並山の合戦に討れぬ」と記されている。
だが、いずれも女武将であるという物語の記述は史実としては疑問があり、文学的脚色である可能性が高い。

## 異説
巴と同様に中原兼遠の一族とされることもあるが、小説家の海音寺潮五郎は金刺氏の持ち城に山吹城という城がある点と『諏訪大明神絵詞』に「諏訪下社大祝である金刺盛澄が義仲を婿にとり、女の子が生まれた」と記述されている点から金刺一族の出身であるとの見解を示している。
明治時代の自由民権運動家の武居用拙は著書『岐蘇古今沿革志』で、義仲の妻（正室）は藤原伊子と山吹姫であると記載している。便女と記載されているのは軍記物語である『平家物語』のみであり、当時の一次史料や鎌倉幕府編纂書の『吾妻鏡』には、その存在は確認されない。『平家物語』は文学的脚色である可能性が高い。敗者であるが故に便女と妻を取り違えて解釈し紛れもない冒涜・虐めであり、正確には（地方豪族・敗者の娘）を妾とし、（同盟国の娘・皇別の娘）を妻・正室と主張している。

## 山吹に関する伝承
愛媛県伊予市（旧双海町と旧中山町）にかけての一帯に、山吹に関する伝承がある。義仲が伊予守であったという事実から、山吹が伊予国まで逃避行し、双海町上灘の沿岸部に上陸し、上灘川に沿って東方向に移動する中で息を引き取り、中山町佐礼谷の山中に埋葬されたという内容である。このルート上で、伊予市立翠小学校付近の大栄口から佐礼谷方面への上り坂は、病に倒れた山吹の屍を笹舟に乗せて引き上げたことから「曳き坂」という名前が残り、山吹の墓とされる五輪塔が残る集落は山吹集落という名前であり、山吹神社が鎮座する。佐礼谷には山吹集落の北側に「源氏」という名前の集落もある。また、伊予市立翠小学校付近の集落では、山吹が追手から見つかるのを防ぐため、幟を揚げることを控えたとされ、現在も住民は慣習として鯉のぼりを揚げない。同様の例は平家の落人の里にも散見される。
また、滋賀県大津市には、京洛より義仲を追って逢坂山を越え近江へ入ったところ、現在のJR大津駅の地にあった秋岸寺で敵刃に倒れたとの伝承がある。現在大津駅のそばに「山吹地蔵」の小祠がある。
山吹の供養塔と言われるものが、三条京阪駅南の旧有済小学校の敷地内にある。樹齢350年という椋の木の下に、五輪塔と石碑があり、｢山吹御前供養塚｣と読める。

## 関連作品
映画
- 新・平家物語 義仲をめぐる三人の女（1956年、大映） - 演：山本富士子